# Protestas antiafricanas de Nankín
Las protestas antiafricanas de Nankín fueron manifestaciones masivas que incluyeron disturbios contra los estudiantes africanos en Nankín, China, que empezaron en diciembre de 1988 y acabaron en enero del año siguiente.

## Trasfondo
La hostilidad hacia los estudiantes africanos fue un asunto frecuentemente presente a principios de la década de 1960, cuando los planes de escolarización del gobierno chino permitieron a muchos estudiantes que provenían de países africanos aliados de China estudiar en Pekín. Esta política se basaba originalmente en la idea de solidaridad con el tercer mundo y en la lucha maoísta contra el imperialismo estadounidense y socialimperialismo soviético. Muchos de estos estudiantes africanos obtuvieron becas mayores que los estudiantes chinos, lo que provocó la aversión hacia los africanos. La mayoría de estos estudiantes volvieron a sus países antes de alcanzar el final de sus estudios a causa de las condiciones de vida precarias y la incertidumbre política de la era de Mao. Desde mediados de la década de 1970, China permitió a los estudiantes africanos estudiar fuera de Pekín.
Además del resentimiento por las grandes sumas de dinero que se otorgaba al conjunto de estudiantes africanos, la hostilidad de los estudiantes chinos hacia los africanos se incrementó cuando empezaron a producirse contactos entre hombres africanos y mujeres chinas. En un incidente en Shanghái en 1979, algunos estudiantes africanos fueron atacados tras tocar música en compañía de mujeres chinas. Estas colisiones se volvieron más frecuentes durante la década de 1980 y en ocasiones acabaron con arrestos y deportaciones de estudiantes africanos. Las diferencias culturales en los hábitos a la hora de citarse acrecentaron la tensión, pues mientras la norma entre los estudiantes chinos era conocerse el uno al otro durante algún tiempo antes de citarse, los estudiantes africanos a menudo pedían citas a extrañas.

## Protestas de Nankín
El 24 de diciembre de 1988 dos estudiantes africanos entraron en el campus de la Universidad de Hehai en Nankín con dos mujeres chinas, tras una fiesta de Nochebuena. Una disputa acerca de la correcta identificación de uno de los africanos entre este estudiante y un guardia de seguridad chino, que había ordenado a los africanos inscribir a sus huéspedes, acabó en una reyerta entre estudiantes africanos y chinos en el campus que duró hasta la mañana, con el resultado de 13 estudiantes heridos. 300 estudiantes chinos, alentados por falsos rumores de que un chino había muerto por los golpes de los africanos, irrumpieron en las habitaciones de los africanos, gritando frases como "¡Matad a los diablos negros!". Después de que la policía hubo dispersado a los estudiantes chinos, muchos africanos huyeron hacia la estación de tren para tratar de llegar a las embajadas africanas de Pekín. Las autoridades les impidieron subirse a los trenes para interrogar a los involucrados en la reyerta. Pronto se incrementó su número hasta 140, pues otros estudiantes africanos y extranjeros de fuera de África, temiendo la violencia, llegaron a la estación pidiendo permiso para ir a Pekín.
Para entonces, estudiantes chinos de la Universidad de Hehai se habían unido a otros procedentes de otras universidades de Nankín hasta formar un grupo de 3.000 estudiantes, que pedían a los oficiales del gobierno perseguir a los estudiantes africanos y reformar un sistema que daba más derechos a los africanos que a los chinos. En la mañana del 26 de diciembre, los manifestantes llegaron a la estación de tren portando carteles pidiendo también el reconocimiento de los derechos humanos además de reformas políticas. La policía china consiguió aislar a los estudiantes extranjeros de los manifestantes chinos y los trasladó a un cuartel fuera de Nankín. Las manifestaciones fueron declaradas ilegales, y se llamó a policía antidisturbios desde las provincias vecinas para pacificar las manifestaciones.

## Consecuencias
En enero, tres de los estudiantes africanos fueron deportados bajo la sospecha de haber empezado la pelea. Otros estudiantes volvieron a la Universidad de Hehai, donde tuvieron que seguir una nueva regulación, que incluían un toque de queda, la obligación de informar a las autoridades universitarias antes de abandonar el campus, y la prohibición de tener más de una novia china cuyas visitas se limitarían a la sala de estar. Además, los invitados serían registrados. Las protestas antiafricanas se extendieron a otras ciudades, incluyendo Shanghái y Pekín. Estas manifestaciones fueron de menor importancia que las de Nankín, aunque las de Pekín condujeron a la Masacre de Tiananmén de 1989.

## Las protestas de Nankín y la Revuelta de Tian'anmen
Las protestas de Nankín tuvieron como contenido desde el sentimiento antiafricano a la reclamación de los derechos humanos. La Revuelta de la Plaza de Tian'anmen ocurrió 4 meses después de las protestas antiafricanas de Nankín y algunos elementos de estas protestas todavía se manifestaron de forma evidente, por ejemplo mediante la presencia de carteles reclamando "No ofensas a las mujeres chinas".